# Freikorps Oberland
Il Freikorps Oberland (anche Bund Oberland o Kameradschaft Freikorps und Bund Oberland) era un'organizzazione paramilitare volontaria che nei primi anni della Repubblica di Weimar combatteva contro gli insorti comunisti e polacchi. Sull'onda del successo conseguito nella battaglia di Annaberg del 1921 divenne il nucleo della Sturmabteilung (SA) in Baviera, benché diversi membri in seguito si rivoltarono contro i nazisti.

## I primi anni
Il gruppo fu fondato nell'aprile 1919 da Rudolf von Sebottendorf, presidente della Società Thule. L'esecutivo di Johannes Hoffmann (membro della SPD) era fuggito dalla Repubblica Sovietica Bavarese a Bamberg. Il maggiore Albert Ritter von Beckh (1870–1958) assunse quindi il controllo militare dell'area. La maggior parte dei volontari proveniva dalla Baviera, e per questo motivo fu scelto come simbolo la stella alpina (edelweiss). Il suo diretto precursore era il "Kampfbund" all'interno della Thule Society, anch'essa contro la Repubblica Sovietica Bavarese.
Nel maggio 1919 la Freikorps Oberland combatté contro la Repubblica Sovietica Bavarese. Elementi del Freikorps, combinati con Freikorps Epp, fondarono la brigata Reichswehr 21, che nel 1920 combatté nell'occupazione della Ruhr. La stessa Freikorps fu sciolta il 21 ottobre 1919. Tuttavia, tutti i membri confluirono nell'Organizzazione Escherich (Georg Escherich).
Pertanto, nelle rivolte della Slesia del 1921 i Freikorps furono prontamente attivati e parteciparono alla conquista della collina di Annaberg in Alta Slesia, dove disponevano anche di un'unità di propaganda. Si ritiene che abbiano ordinato gli omicidi e i rapimenti all'interno della Società Feme. Vantavano stretti legami con le organizzazioni di destra radicale in Baviera. Gli assassini di Matthias Erzberger, Heinrich Tillessen e Heinrich Schulz non appartenevano solo al Organizzazione Consul, ma anche all'Arbeitsgemeinschaft Oberland. (Comitato Oberland). In aggiunta a ciò, alcuni membri dell'Oberland furono forse coinvolti nell'omicidio del membro dell'USPD Karl Gareis (1889-1921).

## Scissione
Nell'estate del 1922 il Bund si scisse a causa della questione se il Bund Oberland dovesse essere integrato nel Bund Bayern und Reich. L'ala civile formò il Bund Treu Oberland, poi Blücherbund. L'ala militare era guidata dal veterinario Friedrich Weber.
Nel 1922 il Bund Oberland contava poche centinaia di membr, ma al novembre 1923 in Baviera si contavano circa 2000 membri. Tra loro erano presenti molti studenti, impiegati, membri di libere professioni e anche alcuni operai. La maggior parte dei capi militari era costituita da giovani ex ufficiali, che nel frattempo avevano avviato studi specifici. La maggior parte dei membri aveva tra i 20 ei 30 anni e aveva accumulato esperienza in combattimento durante la prima guerra mondiale o negli scontri in Baviera, nella regione della Ruhr o in Alta Slesia. Pur disponendo di un buon arsenale, molte armi del Bund erano immagazzinate e custodite dalla Reichswehr. È stato ipotizzato che uno dei sostenitori e finanziatori dell'organizzazione fosse il suocero di Friedrich Weber, l'editore nazionale Julius Friedrich Lehmann.
Sotto la guida di Weber Bund, l'Oberland si avvicinò progressivamente all'ala più radicale dell'elettorato tedesco sotto Adolf Hitler ed Ernst Röhm. Insieme alla Wehrverband Reichsflagge e alle SA, il Bund formò nel gennaio 1923 l'"Arbeitsgemeinschaft vaterländischer Kampfverbände" (letteralmente "Gruppo di lavoro delle unità di combattimento patriottiche"). Nel settembre 1923 si unirono formalmente al Partito nazista e ad altre organizzazioni nazionali come il "Deutscher Kampfbund" ("Lega tedesca di combattimento"). Dal 25 settembre 1923, il Kampfbund è stato guidato da Adolf Hitler.

## Putsch della Birreria
L'8 novembre 1923 il Bund attivò molti membri e partecipò attivamente al Putsch della Birreria. I membri del Bund, guidati da Ludwig Oestreicher, si occuparono di prendere in ostaggio gli ebrei.
A causa della sua partecipazione al tentativo di colpo di stato il Bund Oberland fu immediatamente bandito in Baviera, e alla fine del 1923 in tutta la Germania. Con un decreto di Gustav Ritter von Kahr, il Bund Oberland fu ufficialmente sciolto il 9 novembre 1923. Weber fu mandato in prigione lo stesso giorno e successivamente messo sotto accusa (nello stesso processo che vedeva Hitler imputato di alto tradimento) e condannato a cinque anni di prigione. Ex membri del Bund hanno collaborato con l'organizzazione terroristica di estrema destra Organizzazione Console. Il 9. Nel gennaio 1924 uccisero il leader dei separatisti francesi Franz Josef Heinz.

## Rifondazione
Alla scadenza della messa al bando, il Bund fu ristabilito nel febbraio del 1925. Già nel 1930 cominciò a delinearsi un allontanamento dalla linea storica, quando l'ormai influente partito austriaco accettò la guida del filofascista austriaco Ernst Rüdiger Starhemberg, la cui visione del fascismo, di forte impronta austrocentrica, era in evidente rivalità e contraddizione con il fascismo pan-tedesco di Hitler e dei nazisti.

## Dopoguerra
Dopo il 1945 i vecchi combattenti si riunirono intorno alla figura di Ernst Horadam e fondarono nel 1951 la comunità tradizionale ancora esistente Kameradschaft Freikorps und Bund Oberland, sospettata di collusione con l'estrema destra. A Schliersee si è regolarmente svolta, fino al 2006, una funzione religiosa in ricordo dei caduti del 1921 fra le file dei Freikorps. Secondo una dichiarazione del Presidente della Landsmannschaft Schlesien l'evento è stato ufficialmente approvato dall'Ufficio federale per la protezione della Costituzione. Dal 2007 il rilievo dato alla commemorazione è stato decisamente ridotto.

## Membri
- Friedrich Weber, (1892-1954) capo della chirurgia veterinaria in Germania, anche il leader del gruppo
- Richard Arauner, (1902-1936) SS-Oberführer
- Karl Astel (1898-1945), eugenetica nazista
- Eleonore Baur, (1885-1981) SS-Oberführer in KZ Dachau
- Albert Ritter von Beckh, SS-Gruppenführer
- Kurt Benson, SS-Oberführer
- Josef Dietrich, (1892-1966), SS-Oberstgruppenführer e Generaloberst der Waffen-SS
- Hans Dorn, SS-Sturmbannführer, Ufficiale Comandante del Campo di Concentramento di Dachau 1934-1936
- Fritz Fischer, (1908-1999), storico, membro di SA e NSDAP
- Karl Gebhardt, (1897-1948), SS-Gruppenführer, medico nel campo di concentramento di Ravensbrück
- Franz Gutsmiedl, delegato del Reichstag
- Wilhelm Harster, (1904-1991), SS-Brigadeführer
- Franz Hayler, (1900-1972), SS-Gruppenführer
- Richard Hildebrandt, SS-Obergruppenführer
- Heinrich Himmler, (1900-1945), Reichsführer SS e Chef della Polizia tedesca
- Hans Hinkel, (1901-1960), SS-Gruppenführe, delegato del Reichstag
- Ernst Horadam, SA-Obersturmbannführer
- Max Humps, SS-Oberführer
- Friedrich Gustav Jaeger, (1895-1944), ufficiale e leader della resistenza nel complotto del 20 luglio
- Rudolf Jordan, (1902-1988), SA-Obergruppenführer, Gauleiter di Magdeburgo
- Gerhard Krüger, (1908-1994), leader studentesco
- Max Lebsche, medico, oppositore del regime nazista
- Emil Maurice, (1897-1972), SS-Standartenführer
- Carl von Oberkamp, SS-Brigadeführer e Generalmajor der Waffen-SS
- Ludwig Oestreicher
- Maximilian du Prel, barone, autore nazista e capo stampa del governo generale nella Polonia occupata
- Heinz Reinefarth, (1903-1979), SS-Gruppenführer e Generalleutnant der Waffen-SS, criminale di guerra
- Arthur Rödl, (1898-1945), SS-Obersturmbannführer e comandante del campo di concentramento di Gross-Rosen
- Josef Römer, (1892-1944), giurista, ufficiale di stato maggiore, poi comunista e membro della resistenza
- Arnold Ruge, insegnante universitario
- Ludwig Schmuck, SA-Gruppenführer
- Fritz von Scholz, (1896-1944), SS-Gruppenführer e Generalleutnant der Waffen-SS
- Ernst Rüdiger Starhemberg, (1899-1956), politico austrofascista, oppositore del regime nazista
- Bodo Uhse, (1904-1963), scrittore, sostenitore nazista ma in seguito comunista
- Hilmar Wäckerle, (1899-1941), SS-Standartenführer e comandante del campo di concentramento di Dachau

## Letteratura
- Hans Fenske: Konservativismus und Rechtsradikalismus in Bayern nach 1918. Verlag Gehlen, 1969
- Kameradschaft Freikorps und Bund Oberland: Bildchronik zur Geschichte des Freikorps und Bundes Oberland . München 1974
- Peter Schuster: Für das stolze Edelweiß, Brienna, Achau, 1995.ISBN 3-9803875-1-8
- Oliver Schröm, Andrea Röpke: Stille Hilfe für braune Kameraden . Ch. Links Verlag, Berlino 2001,ISBN 3-86153-231-X
- Andreas Angerstorf: Rechte Strukturen in Bayern 2005, Bayernforum,ISBN 3-89892-416-5